# Dacissé (Nanoro)
Ne doit pas être confondu avec Dacissé (Siglé).
Dacissé est une commune située dans le département de Nanoro de la province de Boulkiemdé dans la région du Centre-Ouest au Burkina Faso.